# Људска бува
Људска бува (Pulex irritans) – некада се звала и кућна бува – је космополитска врста бува која, упркос уобичајеном називу, има широк спектар домаћина. Једна је од шест врста у роду pulex; осталих пет су све ограничене на неарктичко и неотропско подручје. Сматра се да ова врста потиче из Јужне Америке, где је њен првобитни домаћин можда био заморац или пекари.

## Морфологија и понашање
Људска бува је холометаболни инсект са четвороделним животним циклусом који се састоји од јаја, ларви, кукуљица и одраслих јединки. Женка избацује јаја у околину и излегу се у ларве за око 3-4 дана. Ларве се хране органским остацима у животној средини. Ларве на крају формирају кукуљице, које се налазе у чахурама које су често прекривене остацима из околине (песак, шљунак, итд.). Фазе ларве и кукуљице завршавају се за око 3-4 недеље када се одрасле јединке излегу из кукуљица, а затим морају да потраже топлокрвног домаћина за оброк крви.
Јаја бува су дугачка око 0,5 мм. Овалног су облика и бисерно беле боје. Јаја се често полажу на тело домаћина, али често падају на много различитих места. Ларве су дугачке око 0,6 мм. Кремасто су беле или жуте боје. Ларве имају 13 сегмената са чекињама на сваком сегменту. Ларве се хране разним органским остацима. Кукуљице су око 4 к 2 мм. Након што прођу три одвојена лињања, ларве се пупирају, а затим се појављују као одрасле особе. Ако су услови неповољни, бува у чахури може остати у стању мировања до годину дана у фази кукуљице. Одрасле јединке су дугачке отприлике 1,5 до 4 мм и бочно су спљоштене. Они су тамно браон боје, без крила и имају усне апарате који сисају пирсинг који помажу у храњењу крвљу домаћина. И генални и пронотални чешљеви су одсутни, а одрасла бува има заобљену главу. Већина бува се дистрибуира у фази јајета, ларве или кукуљице.

## Лечење и превенција
Уобичајени третмани укључују бријање тела и медицинске шампоне и чешљање. Приликом превенције бува, важно је третирати и домаћина и околину. Кућне љубимце треба третирати како би се спречила инфекција. Теписи и друге подне површине треба редовно шампонирати и усисати како би се спречиле буве. Када се бавите инфестацијом, постељину и одећу која је можда била изложена треба добро опрати у топлој води и држати даље од других материјала који нису били изложени. У екстремним случајевима, истребљење од стране професионалца је неопходно.